# مثل شخص واقع في الحب
مثل شخص واقع في الحب (باليابانية: ライク・サムワン・イン・ラブ) فيلم دراما فرنسي-ياباني، الفيلم من تأليف واخراج عباس كيارستمي، وبطولة رين تاكاناشي. نافس الفيلم في مهرجان كان السينمائي 2012. هو آخر افلام المخرج الايرانى «عباس كيراستمى» وثانى أفلامه خارج إيران.

## احداث الفيلم
الطالبة اليابانية أكيكو (تلعب الدور «رن تاكاناشى») هي عاهرة مرتفعة الاجر ولها صديق شاب نورياكى (يلعب الدور «ريو كاسى») وهما على وشك اعلان خطوبتهما وهو شديد الغيرة ولايعلم بعملها كعاهرة. تخرج «أكيكو» إلى منزل عميل وتجده الرجل المسن «تكاشى» (يلعب الدور «تاداشى اوكينو») الذي يهتم بتقديم العشاء والشراب مع «أكيكو» أكثر من الذهاب معها للفراش. الرجل المسن «تكاشى» وهو أستاذ جامعى ومؤلف كبير يصطحب في صباح اليوم التالى بسيارته «أكيكو» بدون اى علاقة جنسية إلى اختبار تجتازه بجامعتها واثناء انتظاره لها يلمح صديقها «نورياكى» وهو يعنفها وبعد دخولها الاختبار يتقدم الصديق إلى سيارة «تكاشى» وهو يظن انه جدها. وتخرج «أكيكى» وتسير السيارة بالثلاثة ليشخص الشاب «نورياكى» عيب في السيارة حيث أنه يعمل ميكانيكى ويملك جراج كبير. يتم اصلاح السيارة ويعود «تكاشى» إلى بيته بعد ان يترك «أكيكو» في المكتبة وعندما يصل لبيته يتلقى اتصال من «أكيكو» وينزل على عجل ليجدها تنزف من فمها ويصطحبها لبيته للاسعافها وهنا يطرق بابه بعنف «نورياكى» ويقذف على نافذته بحجر ليسقط «تكاشى».

## الإنتاج
الفيلم الفرنسى-اليابانى المشترك تكلف 4 ملايين و800 الف دولار امريكى. كان المخطط ان يتم تصوير الفيلم عام 2011 ولكن لظروف الزلازل والسونامى 2011 تأجل التصوير إلى 2012 وتم التصوير بين توكيو ويوكوهاما.

## استقبال الفيلم
حصل الفيلم على انتقادات ايجابية من النقاد وتقدير 83% من موقع «الطماطم الفاسدة» وكتب«دافيد دنبى» لمجلة«النيويوركر» ان القصة لها ايحاءات وتلميحات خفية وهي قصة تحمل المفاجأة والتصوير السينيمائى جميل والمقاطع طويلة متدفقة وتجعل هذا الفيلم الرائع له ايقاع هادئ وسحر حزين.  

## وصلات خارجية
- مثل شخص واقع في الحب على موقع IMDb (الإنجليزية)
- مثل شخص واقع في الحب على موقع ميتاكريتيك (الإنجليزية)
- مثل شخص واقع في الحب على موقع روتن توميتوز (الإنجليزية)
- مثل شخص واقع في الحب على موقع قاعدة بيانات الأفلام العربية
- مثل شخص واقع في الحب على موقع ألو سيني (الفرنسية)
- مثل شخص واقع في الحب على موقع Turner Classic Movies (الإنجليزية)
- مثل شخص واقع في الحب على موقع أول موفي (الإنجليزية)
- مثل شخص واقع في الحب على موقع فيلمافينيتي (الإسبانية)
- مثل شخص واقع في الحب على موقع قاعدة بيانات الفيلم (الإنجليزية)
- مثل شخص واقع في الحب على موقع ليتربوكسد (الإنجليزية)